# Fumetti: o Melhor dos Quadrinhos Italianos
Fumetti - o melhor dos quadrinhos italianos é uma coletânea de histórias em quadrinhos da Sergio Bonelli Editore publicada em 1993 pela editora Globo. O nome do livro - "fumetti" - faz referência à forma como os quadrinhos são chamados na Itália, sendo o conteúdo do livro uma seleção de quadrinhos italianos, além de uma entrevista com o editor Sergio Bonelli. No ano seguinte, a coleção ganhou o Troféu HQ Mix de "melhor edição especial".